# CJ E&M
CJ E&M (Hangul: 씨제이이앤엠, viết tắt của CJ Entertainment & Media) là một công ty giải trí và truyền thông đại chúng của Hàn Quốc được thành lập bởi CJ Group vào năm 2011. Kể từ tháng 7 năm 2018, CJ E&M là một công ty con của CJ ENM với trụ sở chính được đặt tại thành phố Seoul.

## Lịch sử
CJ E&M được thành lập với tên gọi O Media Holdings vào năm 2010.
Năm 2011, công ty đổi tên thành CJ E&M (viết tắt của CJ Entertainment & Media) sau khi sáp nhập bảy công ty của Tập đoàn CJ: CJ Media, On-Media, Mnet Media, CJ Entertainment, CJ Games, CJ Internet và bộ phận truyền thông của CJ O Shopping.
Năm 2016, CJ E&M thành lập trụ sở Đông Nam Á tại Hồng Kông nhằm mở rộng kế hoạch phát triển chính của tập đoàn tại châu Á.
Năm 2018, CJ E&M đã thành lập một văn phòng tại Singapore để thúc đẩy hỗ trợ bán hàng phân phối và quảng cáo kênh của công ty trong khu vực. Vào tháng 5 năm 2018, đã có thông báo rằng CJ E&M và CJ O Shopping đã sáp nhập vào công ty mới CJ ENM (CJ Entertainment and Merchandising), sẽ được ra mắt vào ngày 1 tháng 7.

## Kinh doanh

### Hiện tại
Nội dung truyền thông - hoạt động như một công ty truyền thông và sản xuất chương trình truyền hình.
- Mnet ở Hàn Quốc, Nhật Bản và Mỹ
- tvN ở Hàn Quốc và châu Á
- XtvN
- O tvN
- OnStyle
- O'live
- OCN
- Kênh CGV (sẽ được tái phát sóng như OCN Movies vào ngày 1 tháng 3 năm 2020)[9]
- SUPER ACTION (sẽ được tái phát sóng như OCN Thrills vào ngày 1 tháng 3 năm 2020)
- CATCH ON
- Chunghwa TV
- OGN
- Tooniverse
- DIA TV
- UXN
- English Gem
- Studio Dragon [10]
  - Culture Depot
  - GT: st
  - Hwa&Dam Pictures
  - KPJ Corporation
  - Mega Monster [11] (10,95%) *
  - Merrycow Creative[12] (19%) *
- JS Pictures
- Studio Take One[13]
- Eccho Rights (có trụ sở tại Thụy Điển) [14]

Phim - hoạt động như một công ty sản xuất phim, nhà xuất bản phim, sản xuất đầu tư phim.
- CJ Entertainment
  - Cinema Service
  - Dexter Studios[15] (5%) *
  - Filament Pictures
  - JK Film[16]
  - Skydance Media (tỷ lệ không xác định; có trụ sở tại Hoa Kỳ) * [17]
- Studio Dragon
  - Movie Rock[18] (20%) *

Âm nhạc - hoạt động như một công ty quản lý nghệ sĩ, hãng thu âm, công ty sản xuất âm nhạc, quản lý sự kiện, công ty sản xuất buổi concert, nhà xuất bản âm nhạc và công ty đầu tư giải trí.
- Stone Music Entertainment (Hãng đĩa chính) 
  - MMO Entertainment
  - HIGHUP Entertainment
  - Jellyfish Entertainment
  - Hi-Lite Records
  - AOMG
  - Amoeba Culture
  - Swing Entertainment
  - Off The Record Entertainment
  - LM Entertainment
  - Wake One Entertainment

Hội nghị - hoạt động như một công ty sản xuất concert, sản xuất lễ hội và sản xuất sự kiện giải thưởng.
- MAMA
- KCON
- Valley Rock Music & Arts Festival
- Get It Beauty CON
- OLive CON

Nghệ thuật biểu diễn - hoạt động như một công ty sản xuất sân khấu.
Hoạt hình - hoạt động như một công ty sản xuất hoạt hình, nhà xuất bản hoạt hình, sản xuất đầu tư hoạt hình và bán hàng hóa hoạt hình.
- Studio Bazooka[20]

Giải pháp truyền thông - phát triển và sản xuất nội dung tiếp thị và cung cấp các giải pháp tiếp thị tích hợp.

### Trước đây
- CJ E&M Game Division - nhà phát hành và nhà phát triển trò chơi - đã thành lập vào năm 2014 với tư cách là một công ty độc lập có tên là CJ Netmarble (tiếng Hàn: 씨제이넷마블).[21]

* biểu thị một công ty trong đó CJ ENM hoặc bất kỳ công ty con nào có lợi ích thiểu số.

## Tranh cãi
Vào tháng 4 năm 2015, CJ E&M đã bị buộc tội huy động các nhân viên trẻ để lấp đầy các ghế trong đại hội đồng cổ đông thường niên (AGM) của họ trong một nỗ lực nhằm làm chặn miệng các cổ đông.
Vào tháng 10 năm 2015, CJ E&M và công ty con CJ E&M America có trụ sở tại Hoa Kỳ đã bị kiện bởi cơ quan âm nhạc DFSB Kollective có trụ sở tại Seoul vì vi phạm bản quyền và vi phạm Đạo luật bản quyền Digital Millennium tại Tòa án quận trung tâm California, công ty kiện muốn có 50 triệu đô la. Phản ứng với vụ kiện, CJ E&M cáo buộc DFSB không hài lòng về quyết định cuối cùng về một vụ kiện tương tự được đệ trình tại Seoul vào năm 2011. Phiên tòa đầu tiên được ấn định vào ngày 1 tháng 3 năm 2016 sau khi tòa án bác bỏ kiến nghị hủy phiên tòa của CJ E&M.